# Алимова, Зинаида Ивановна
Зинаида Ивановна Алимова (род. 19 августа 1962, Серпухов, Московская область) — российский муниципальный деятель, глава управы московского района Ивановское.

## Краткая биография
Зинаида Алимова родилась 19 августа 1962 года в городе Серпухов, СССР.
Имеет два высших образования. Окончила Российский государственный университет имени А. Н. Косыгина (Технологии. Дизайн. Искусство) и Московскую государственную академию коммунального хозяйства и строительства.
В марте 2017 года была назначена на должность главы управы района Ивановское и вскоре 12 ноября 2018 переназначена на эту должность.